# Accused (série télévisée)
 (août 2018).
Pour les articles homonymes, voir Accused.
Accused est une série télévisée d'anthologie britannique en dix épisodes de 60 minutes créée par Jimmy McGovern et diffusée entre le 15 novembre 2010 et le 4 septembre 2012 sur la chaîne BBC One.
La série est diffusée sur RMC story en janvier 2021 et reste inédite dans les autres pays francophones, elle a fait l'objet d'une adaptation en France sous le titre Accusé, diffusée sur France 2 en 2015.

## Synopsis
Chaque épisode suit un personnage différent, en attente d'un verdict de la justice, et raconte l'histoire de son accusation.

## Distribution

### Saison 1
Épisode 1 :
- Christopher Eccleston (VFB : Christophe Hespel) : Willy Houlihan
- Pooky Quesnel (en) : Carmel Houlihan
- Joanna Higson (en) : Laura Houlihan

Épisode 2 :
- Benjamin Smith : Frankie Nash
- Ben Batt (en) : Peter McShane Jr.
- Robert Pugh : Peter McShane Sr.
- Mackenzie Crook : Alan Buckley

Épisode 3 :
- Juliet Stevenson : Helen Ryland
- Peter Capaldi : Frank Ryland
- Joseph Phillips : Rob Ryland

Épisode 4 :
- Andy Serkis : Liam Black
- Jodie Whittaker : Emma
- Tom Ellis : Neil

Épisode 5 :
- Marc Warren : Kenny Armstrong
- Joe Duttine (en) : Gordon
- Jack Deam (en) (VFB : Christophe Hespel) : Neil Richmond

Épisode 6 :
- Naomie Harris : Alison Wade
- Warren Brown : David Wade
- Mark Bazeley (sv) (VFB : Christophe Hespel) : Ds Radcliffe

### Saison 2
Épisode 1 :
- Sean Bean : Simon
- Stephen Graham : Tony

Épisode 2 :
- Anne-Marie Duff : Mo Murray
- Olivia Colman : Sue
- Joe Dempsie : Martin Cormack
- Thomas Brodie-Sangster : Jake

Épisode 3 :
- Robert Sheehan : Stephen Cartwright
- Sheridan Smith : Charlotte Cartwright
- John Bishop : Peter Cartwright

Épisode 4 :
- Anna Maxwell Martin : Tina
- Ewen Bremner : Frank

## Épisodes

### Première saison (2010)
1. Willy's Story
2. Frankie's Story
3. Helen's Story
4. Liam's Story
5. Kenny's Story
6. Alison's Story

### Deuxième saison (2012)
1. Tracie's Story
2. Mo's Story
3. Stephen's Story
4. Tina's Story

## Distinctions

### Récompenses
- International Emmy Awards 2011 :
  - Meilleure série dramatique
  - Meilleur acteur pour Christopher Eccleston (épisode Willy's Story)
- British Academy Television Awards 2013 : meilleure actrice pour Olivia Colman (épisode Mo's Story)
- International Emmy Awards 2013 : meilleur acteur pour Sean Bean (épisode Tracie's Story)
- Royal Television Society Awards 2013 :
  - Meilleur acteur pour Sean Bean (épisode Tracie's Story)
  - Meilleure actrice pour Olivia Colman (épisode Mo's Story)

### Nominations
- British Academy Television Awards 2011 : meilleure actrice pour Juliet Stevenson (épisode Helen's Story)
- Rockies Awards 2011 : meilleure série renouvelée pour Jimmy McGovern, David Blair et Sita Williams (épisode Frankie's Story)
- Writers' Guild of Great Britain Awards 2011 : meilleure série dramatique pour Jimmy McGovern, Daniel Brocklehurst, Alice Nutter et Esther Wilson
- British Academy Television Awards 2013 :
  - Meilleure mini-série dramatique pour Sita Williams, Roxy Spencer, Jimmy McGovern et Ashley Pearce
  - Meilleur acteur pour Sean Bean (épisode Tracie's Story)
  - Meilleur acteur dans un second rôle pour Stephen Graham (épisode Tracie's Story)
  - Meilleur scénario dramatique pour Jimmy McGovern et Shaun Duggan (épisode Tracie's Story)
  - Meilleur son pour Graham Headicar, Emma Pegram, Grant Bridgeman et Stuart Hilliker (épisode Mo's Story)
- Broadcasting Press Guild Awards 2013 : meilleure actrice pour Olivia Colman (épisode Mo's Story)
- International Emmy Awards 2013 : meilleure série dramatique
- Royal Television Society Awards 2013 : meilleure actrice pour Anne-Marie Duff (épisode Mo's Story)

## Adaptation
En janvier 2014, France 2 annonce la production d'une adaptation intitulée Accusé, et reprenant le principe d'anthologie de la série britannique. Elle est diffusée début 2015 mais souffre de critiques négatives comparé à la série originale.